# Папендорф (Варнов)
Папендорф (нем. Papendorf) — община в Германии, в земле Мекленбург-Передняя Померания.
Входит в состав района Бад-Доберан. Подчиняется управлению Варнов-Вест. Население составляет 2482 человека (на 31 декабря 2010 года). Занимает площадь 22,58 км².